# Raymond II de Bigorre
Raymond II († 1080) est un comte de Bigorre de 1077 à 1080, et fils de Bernard II, comte de Bigorre, et de Clémence.

## Biographie
Il succède à son père en 1077, ne semble pas s'être marié et meurt trois ans plus tard. Sa sœur Béatrix, mariée à Centulle V, vicomte de Béarn, lui succède.

## Annexe